# Nicolai Stabel Brock
Nicolai Stabel Brock (3. marts 1803 i København – 25. maj 1885 i Aarhus) var en dansk officer.
Han var søn af oberst Ludvig Frederik Brock, kom allerede før sit fyldte 8. år ind på Landkadetakademiet og blev 1818 sekondløjtnant i Prins Frederik Ferdinands Dragoner. 1826 stilledes han à la suite i kavaleriet, men beordredes samtidig til at forrette adjudanttjeneste ved Livgarden til Hest, hvor han, der 1829 var udnævnt til premierløjtnant, i 1842 trådte i nummer og forblev til 1847, da han overgik som ritmester og eskadronschef til 3. dragonregiment. Med dette deltog han i 1. Slesvigske Krig og gjorde sig navnlig bekendt ved ledelsen af det opsigtvækkende overfald på kurhesserne i Nørre Snede 9. juni 1849. 1851 blev han major, 1853 i denne egenskab forsat til 6. dragonregiment, 1859 ansat som stabschef til tjeneste hos chefen for kavaleriet, kong Christian IX, med hvem han i mange år havde stået sammen i Hestgarden, og udnævnt til oberstløjtnant, 1860 kommandør for 5. dragonregiment og 1864 oberst. Han deltog også i med sit regiment i 2. Slesvigske Krig, og ved fredslutningen samme år afgik han fra krigstjenesten. Brock blev Ridder af Dannebrog 1841, Dannebrogsmand 1860, kammerherre og Kommandør af Dannebrog 1862. Han døde ugift i Aarhus 25. maj 1885.